# Cmentarz w Vižňovie
Cmentarz w Vižňovie – cmentarz otoczony zabytkowym murem w miejscowości Vižňov, położonej w Czechach, w kraju hradeckim, w Sudetach Środkowych.
Barokowy Kościół św. Anny w Vižňovie w centrum cmentarza należy do broumovskiej grupy kościołów.
Na cmentarzu znajduje się kaplica cmentarna wybudowana na planie kwadratu, kryta dachem namiotowym oraz grobowce rodziny Walzlów, m.in.: Weroniki Walzel (1740–1823), Benedikta Walzla (1756–1825), Johann Georga Walzla (1786–1850), Weroniki Walzel (1786–1855), Petra Walzla (1817–1859).

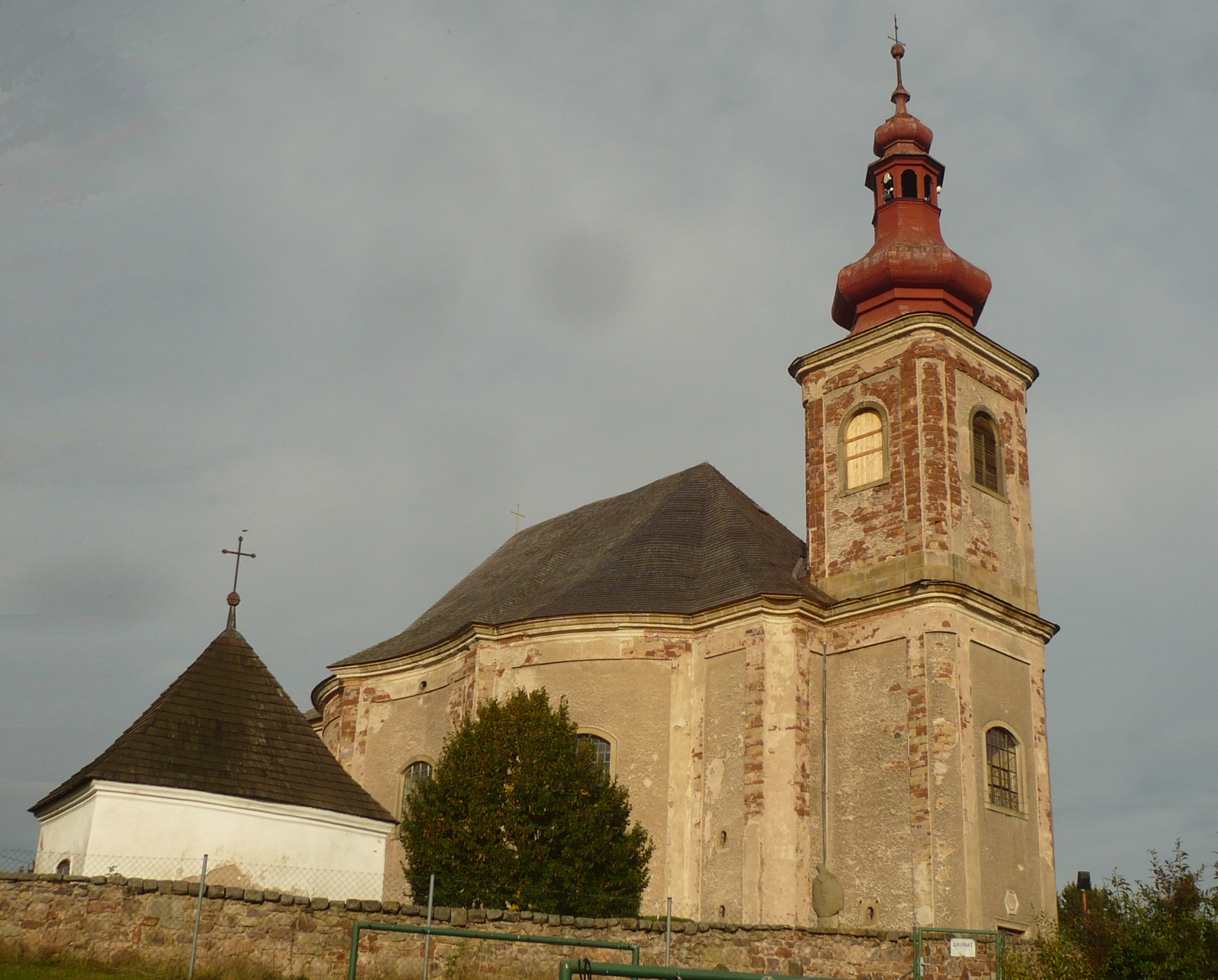
Kościół i kaplica
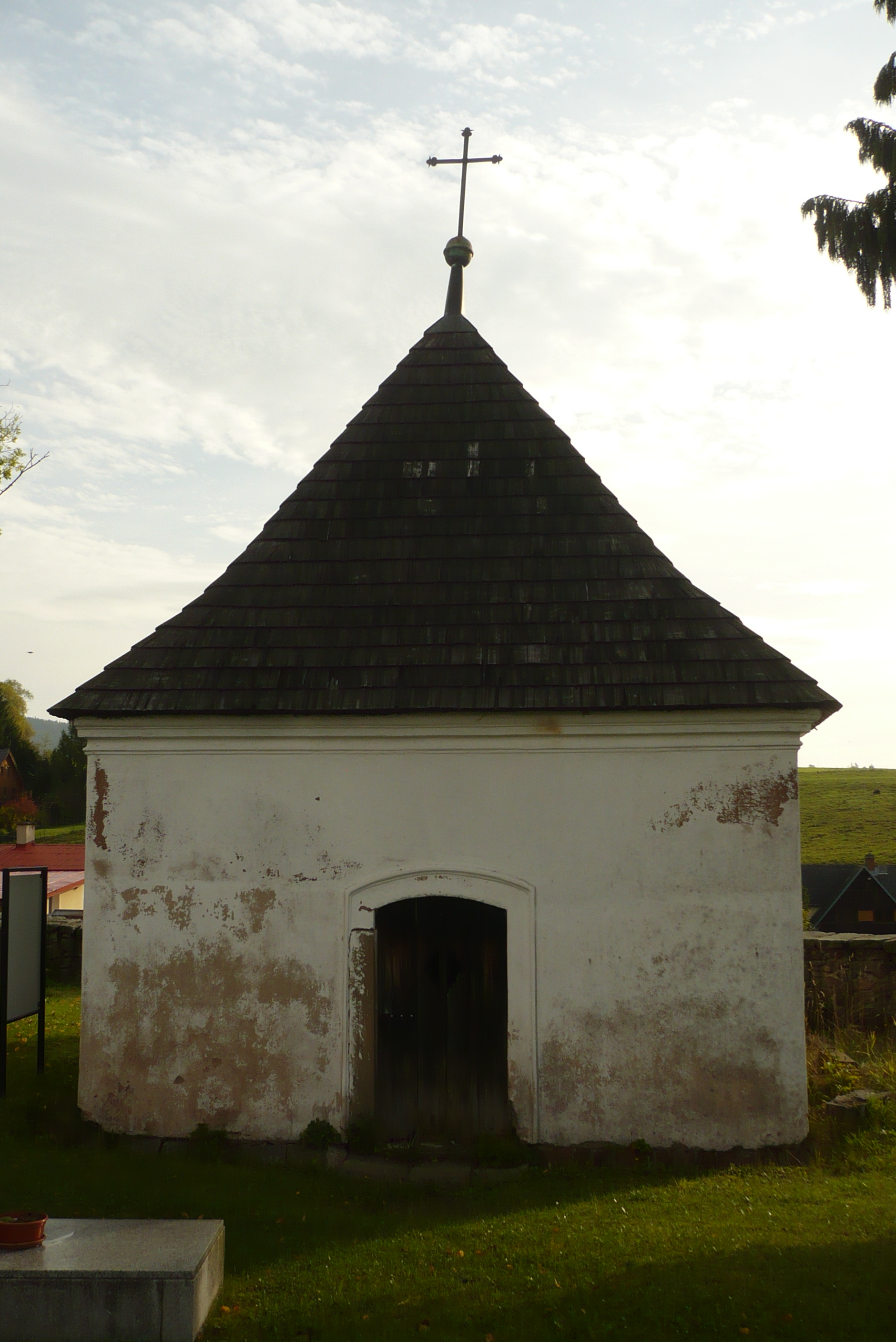
Kaplica
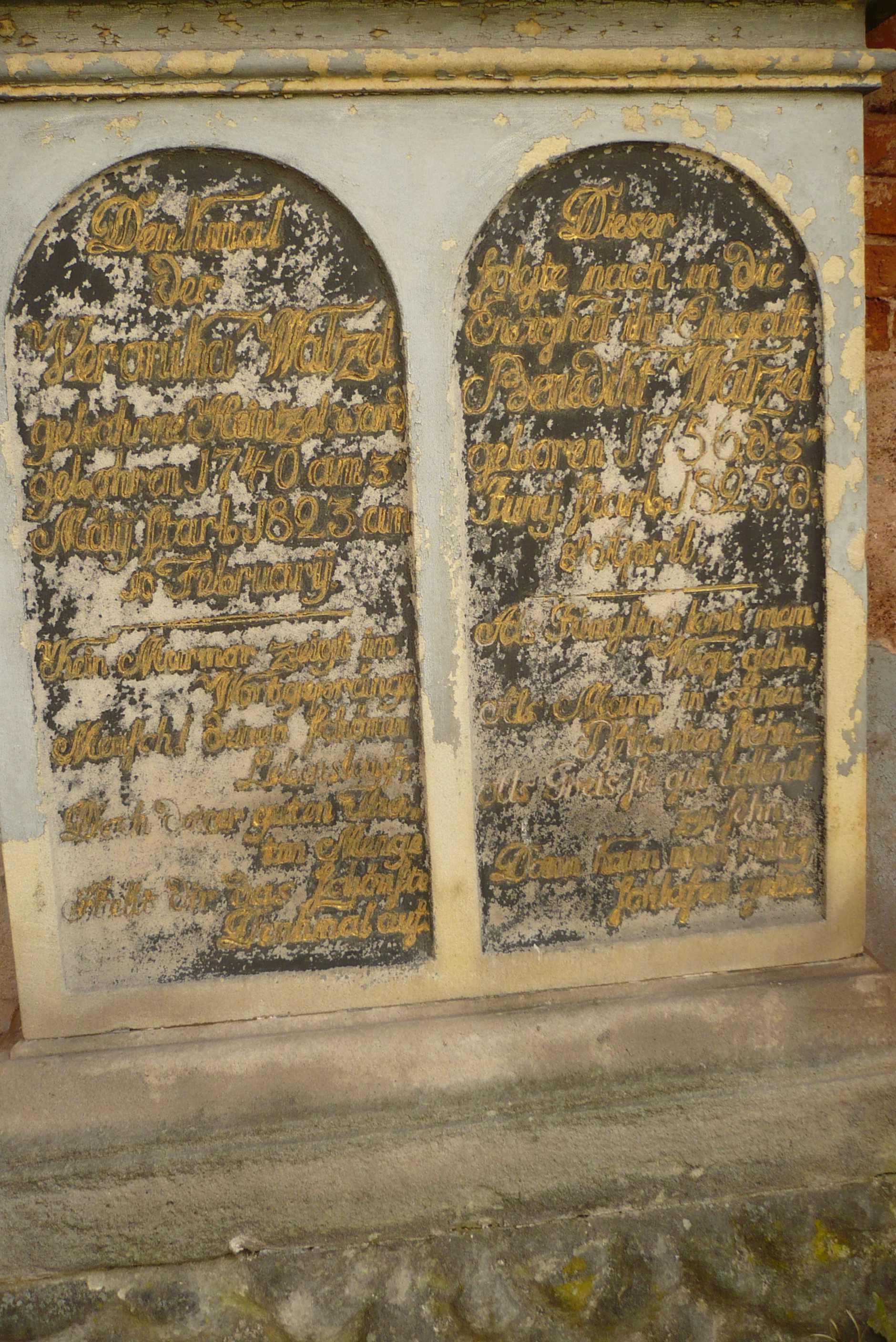
Grób Weroniki i Benedikta
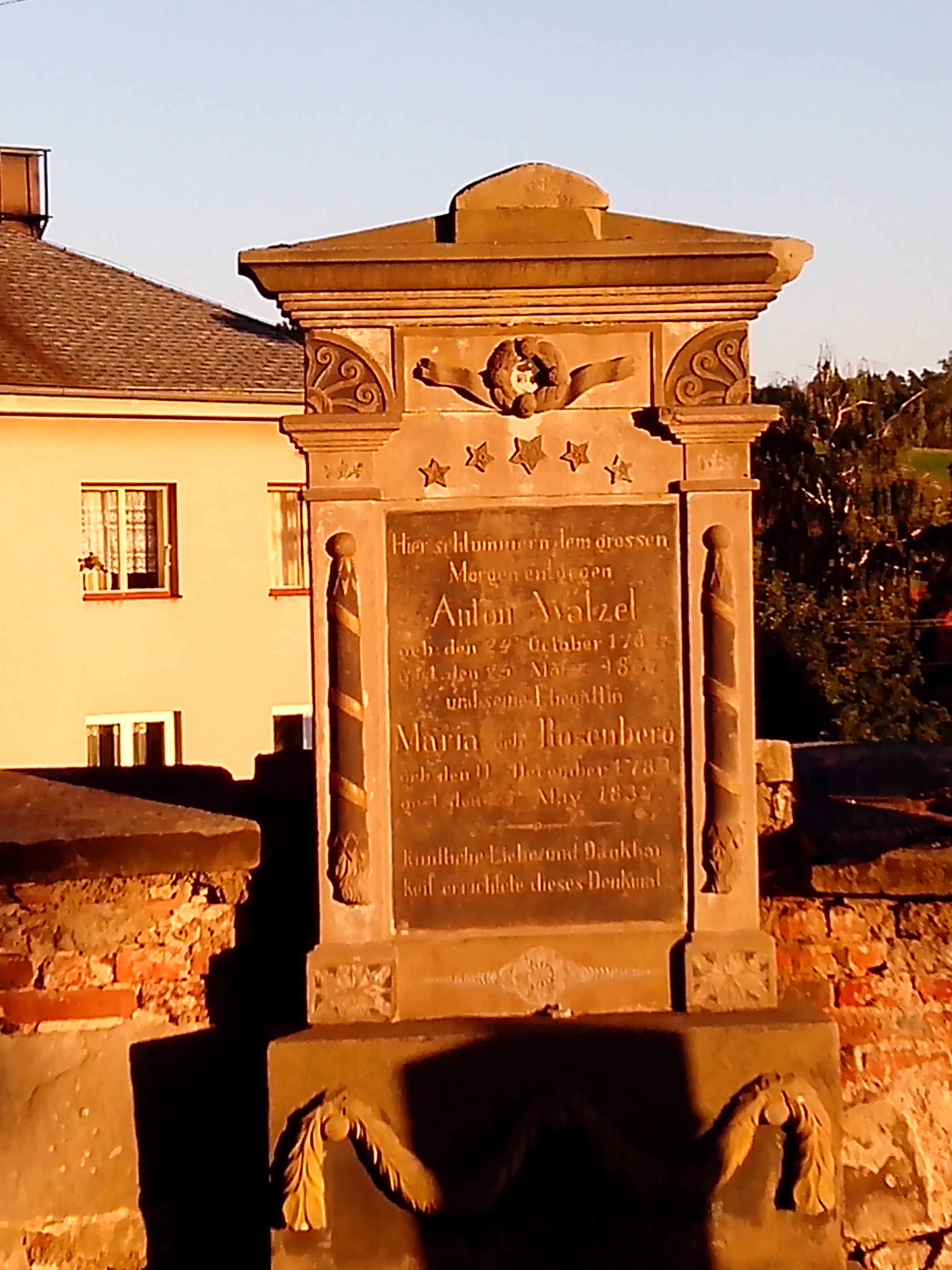
Grób Antona Walzla

## Georg Walzel (ojciec)

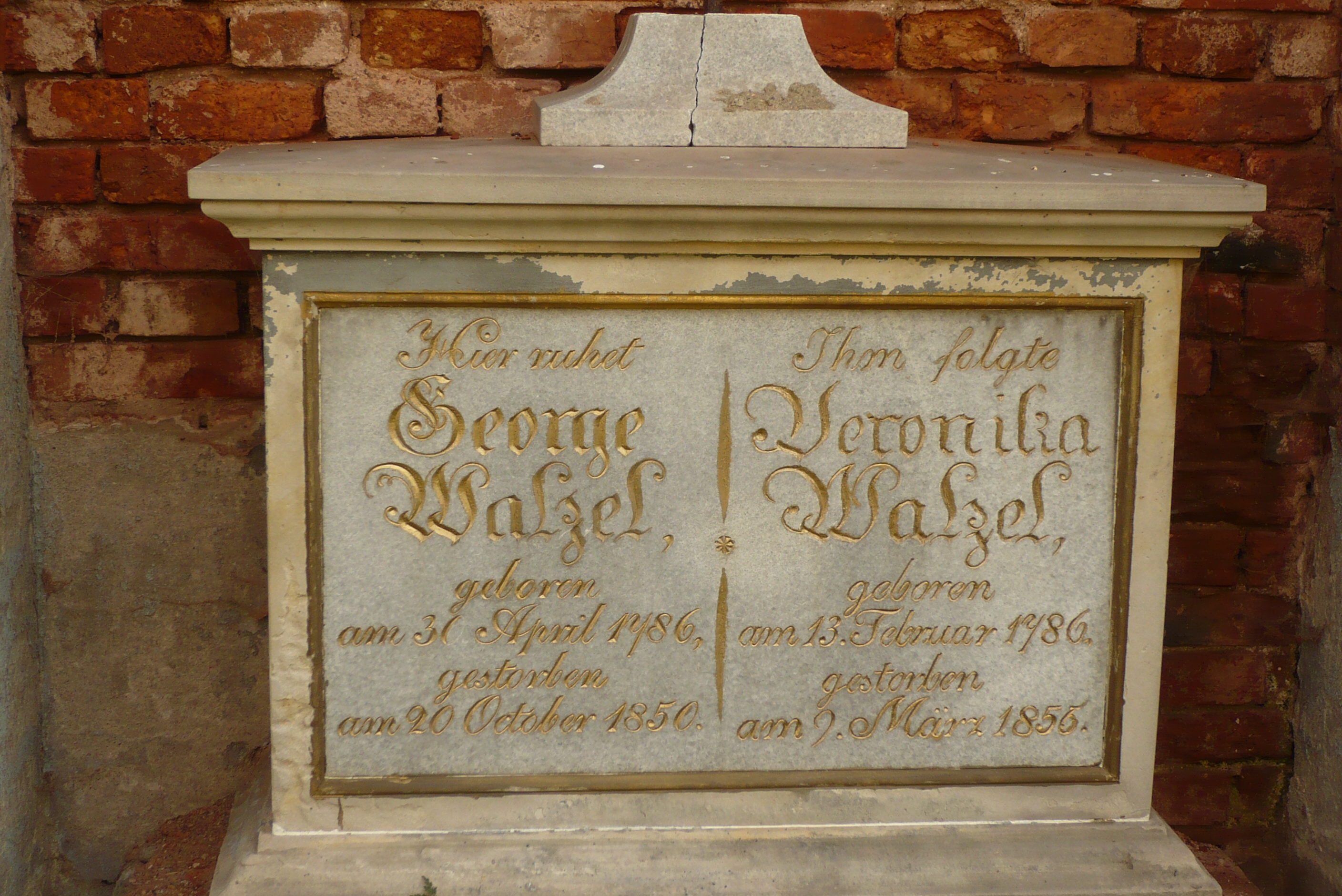
Grób Georga

Rodzicami Georga Walzla (1786-1850) byli Emerentiana z domu Scholz (ur. 1764) i Johann Georg (1751–1803), który z bratem Benediktem (1756–1825) założył przedsiębiorstwo przędzalnicze i lniane w Vižňovie. W 1813 Georg Walzel poślubił Weronikę Herden (1786–1855). Z żoną mieszkał w Vižňovie. Przejął fabrykę przędzy i sukna, założoną przez jego ojca i wujka, i rozwinął rodzinną firmę, zatrudniając 800 rodzin. Handlował także wyrobami tekstylnymi. W 1845 roku kupił Béličský dvůr w Poříčí z bielarnią, zakładem przetwórczym i suszarnią. Miał pięciu synów: Georga (1815–1870), Petra (1817–1859), Clemensa (1819–1886), Gregora (1820–1882) i Richarda (ur. 1830).

## Georg Walzel (syn)
Georg Walzel (1815-1870) jako najstarszy syn Georga Walzla (1786–1850) przejął działalność gospodarczą ojca (faktoring tkanin) w Vižňovie. Przeszedł z faktoringu na produkcję w fabryce tekstylnej. W 1848 założył w Vižňovie szkołę przędzalniczą. Wraz z braćmi przyczynił się do założenia w 1851 mechanicznej przędzalni lnu w Poříčí koło miasta Trutnov. Nigdy się nie ożenił. Zmarł na porażenie mózgowe.

## Peter Walzel

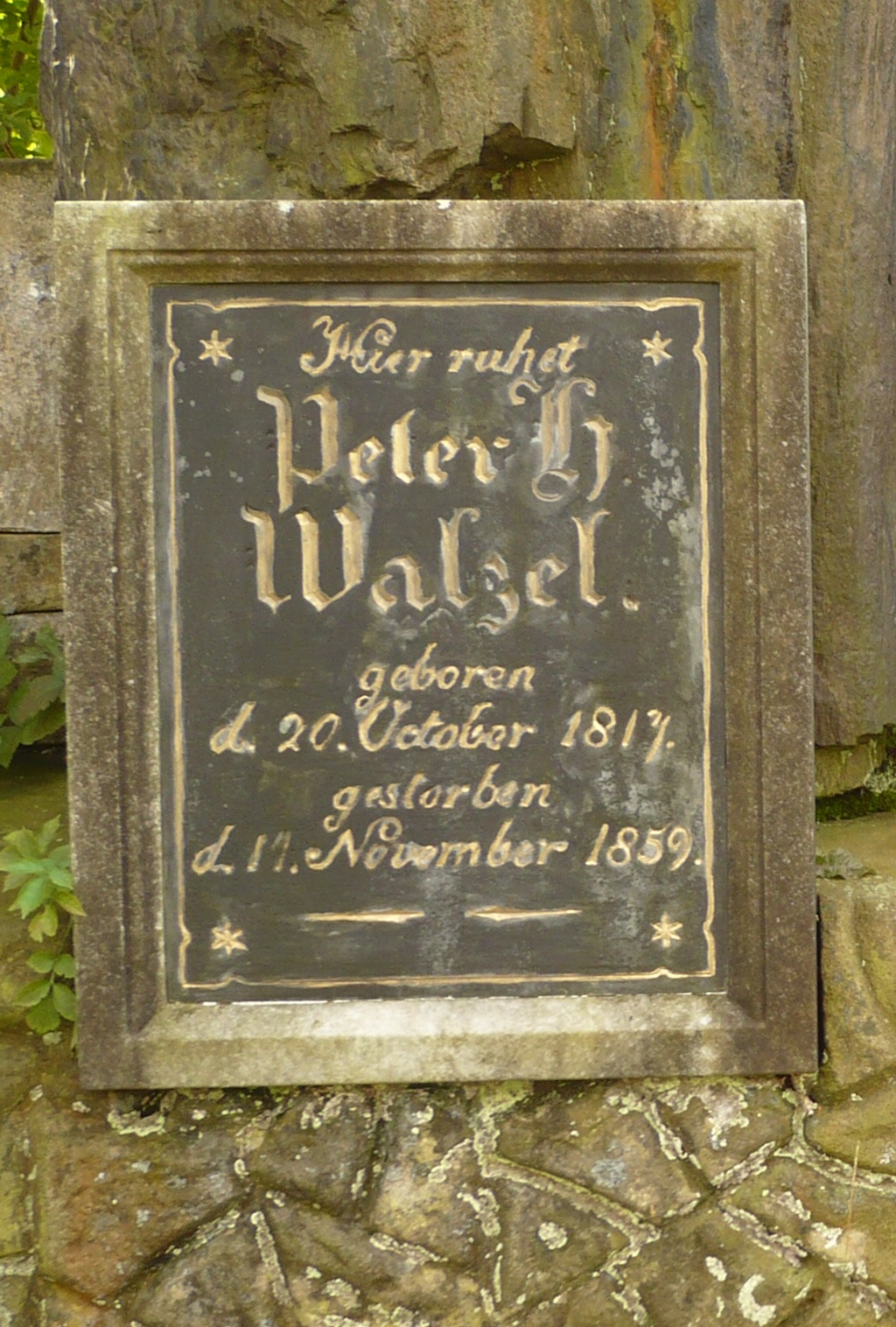
Grób P. Walzela

Peter Walzel (1817-1859) wraz z braćmi kontynuował działalność gospodarczą w branży tekstylnej w Vižňovie. Razem z bratem Gregorem (1820–1882) prowadził bielarnię chemiczną w Teplicach. Mieszkał w Vižňovie; nie ożenił się.

## Clemens Walzel von Wiesentreu
Clemens Walzel von Wiesentreu (1819–1886) został właścicielem zakładu w Poříčach po swoim ojcu Georgu Walzlu (1786–1850). Za zasługi dla rozwoju przemysłu cesarz Franciszek Józef I odznaczył go Złotym Krzyżem Zasługi i Orderem Korony Żelaznej. W 1874 podniósł go do godności szlacheckiej z tytułem von Wiesentreu (z Vižňova). W 1888 jego bratanek Maximilian Walzel v. Wiesentreu (1855–1933) zmodernizował przędzalnię, przekształcając ją na mechaniczną tkalnię lnu (miała 150 krosien).

## Gregor Walzel
Gregor Walzel (1820–1882) dorastał w rodzinnym Vižňovie, gdzie wraz z braćmi kontynuował działalność gospodarczą ojca. Wraz z bratem Petrem (1817–1859) prowadził bielarnię chemiczną w miejscowości Teplice nad Metují, gdzie mieszkał do śmierci.

## Richard Walzel
Richard Walzel (ur. 1830) w 1852 poślubił Agnes Beyl (ur. 1834). Po ślubie zamieszkali w Vižňovie, gdzie Richard pełnił funkcję burmistrza.

## Hedwig Slawkowsky

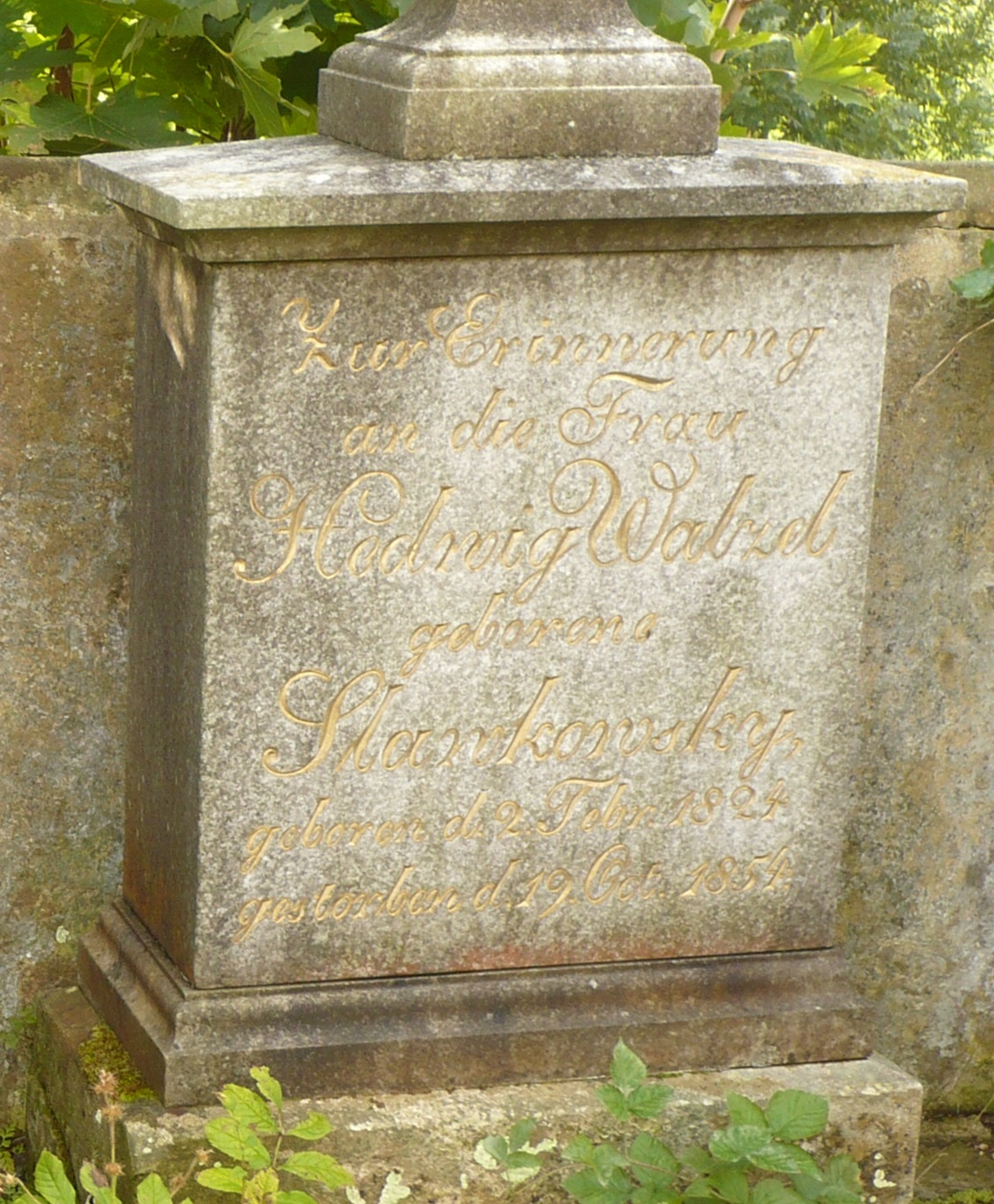
Grób Hedwig Slawkowsky (1824-1854)

Hedwig Slawkowsky (1824–1854) w 1844 poślubiła w Broumovie Clemensa Walzla von Wiesentreu (1819–1886), z którym miała dwóch synów: Gustawa (1845–1868) i Karla (1849–1874). Hedwig zmarła 19.10.1854 z powodu powikłań w opłucnej.

## Wenzeslawa Walzel von Wiesentreu
Wenzeslawa (Werra) Walzel von Wiesentreu (1859–1933) z domu Hrušková urodziła się we Lwowie. W 1882 poślubiła Maksymiliana Walzla von Wiesentreu (1855–1933), syna Ryszarda Walzla (1830–1870) i dzierżawcę dworu w Číhaniu. W 1886 osiedlili się w miejscowości Poříčí koło Trutnova, gdzie Maksymilian odziedziczył fabrykę tekstylną po stryju Clemensie Walzlu von Wiesentreu (1819–1886). Mieli razem troje dzieci: Petera, dr. n.med., chirurga i profesora na Uniwersytecie w Grazu; Klemensa (ur. 1887), kierownika przędzalni w Poříčí i  Marię (ur. 1888).  Wenzeslawa Walzel zmarła w szpitalu w Trutnovie z powodu niedrożności jelit. Została pochowana w grobowcu rodzinnym w Vižňovie.